# 西尾市立一色南部小学校
西尾市立一色南部小学校（にしおしりつ いっしきなんぶしょうがっこう）は、愛知県西尾市一色町中外沢にある公立小学校。

## 概要
- 一色町中外沢（一部）、一色町一色（一部）、一色町藤江（一部）、一色町坂田新田（一部）、一色町味浜（一部）、一色町赤羽（一部）、一色町対米（一部）、一色町小藪が校区である。公立中学校に進む場合は西尾市立一色中学校に進学する[1]。
- かつては旧・幡豆郡一色町の南部の小学校であった。

## 沿革
- 1973年（昭和48年）
  - 4月1日 - 一色町立一色南部小学校として開校。
  - 4月4日 - 校舎竣工式、開校式を行う。
- 1974年（昭和49年）
  - 7月26日 - プールが完成する。
  - 10月2日 - 体育館が完成する。
- 2011年（平成23年）4月1日 - 一色町が西尾市に編入される。同時に西尾市立一色南部小学校に改称する。

## 交通アクセス
- ふれんどバス「大宝橋」バス停より徒歩約8分。

## 周辺施設
- 愛知県立一色高等学校
- 西尾市立一色東部小学校
- 西尾市立一色中部小学校
- 西尾市立一色保育園
- 西尾市役所一色支所
- 高須病院